# Yosef Haddad
Yosef Haddad (em árabe: يوسف حداد Haifa, Israel, 3 de setembro de 1985) é israelense, ativista pelo advocacy israelense, jornalista, ativista social no setor árabe-israelense, celebridade da internet e CEO da associação "Juntos – fiadores uns dos outros" que trabalha para conectar o setor árabe à sociedade israelense. Ele é um Forças de Defesa de Israel desabilitado da Guerra do Líbano de 2006.

## Biografia
Yosef Haddad é um árabe-israelense cristão-católico, nascido em Haifa, filho de professor mãe e sacerdote pai, um empresário e um piloto civil, o segundo de quatro irmãos. A família mudou-se posteriormente para Nazaré, onde estudou na escola tecnológica Dom Bosco. Em 2003, ele se ofereceu para o FDI e serviu na  Brigada Golani. Terminou o curso comandante de grupo de combate com louvor e serviu como comandante de pelotão e sargento no 51º Batalhão.

Antes de sua libertação, em julho de 2006, estourou a Guerra do Líbano de 2006. Durante a guerra, seu batalhão lutou na Batalha de Bint Jbeil, onde oito soldados israelenses foram mortos, incluindo o major Roi Klein [en], e como resultado, o batalhão foi citado. Em 10 de agosto de 2006, no final da guerra, um míssil 9M133 Kornet disparado pelas forças do Hezbollah atingiu uma parede perto de Haddad. Com o golpe e os estilhaços, seu pé direito foi amputado e ele ficou ferido em outros locais. Haddad foi evacuado sob fogo e passou por tratamento e reabilitação por cerca de um ano, durante o qual seu pé foi recolocado e ele foi determinado como deficiente do FDI.